# 59e cérémonie des David di Donatello
La 59e cérémonie des David di Donatello s'est déroulée le 10 juin 2014 et a récompensé les films italiens sortis en 2013.

## Palmarès
- Meilleur film : 
  - Les Opportunistes (Il capitale umano) de Paolo Virzi
- Meilleur réalisateur : 
  - Paolo Sorrentino pour La grande bellezza
- Meilleur réalisateur débutant :
  - Pierfrancesco Diliberto pour La mafia uccide solo d'estate
- Meilleur acteur :
  - Toni Servillo pour La grande bellezza
- Meilleure actrice :
  - Valeria Bruni Tedeschi pour Les Opportunistes
- Meilleur acteur dans un second rôle :
  - Fabrizio Gifuni pour Les Opportunistes
- Meilleure actrice dans un second rôle :
  - Valeria Golino pour Les opportunistes
- Meilleur scénario :
  - Francesco Bruni, Francesco Piccolo, Paolo Virzì pour Les Opportunistes
- Meilleur producteur :
  - Nicola Giuliano, Francesca Cima pour La grande bellezza
- Meilleur décorateur :
  - Stefania Cella pour La grande bellezza
- Meilleur créateur de costumes :
  - Daniela Ciancio pour La grande bellezza
- Meilleur maquilleur :
  - Maurizio Silvi pour La grande bellezza
- Meilleur coiffeur :
  - Aldo Signoretti pour La grande bellezza
- Meilleur directeur de la photographie :
  - Luca Bigazzi pour La grande bellezza
- Meilleur monteur :
  - Cecilia Zanuso pour Les opportunistes
- Meilleurs effets visuels :
  - Rodolfo Migliari, Luca Della Grotta pour La grande bellezza
- Meilleure chanson originale :
  - Rosario Castagnola, Sarah Tartuffo pour la chanson A verità extraite du film Song 'e Napule
- Meilleure musique :
  - Pivio, Aldo De Scalzi pour Song 'e Napule
- Meilleur film de l'Union européenne :
  - Philomena de Stephen Frears
- Meilleur film étranger :
  - The Grand Budapest Hotel de Wes Anderson
- Meilleur film documentaire :
  - Stop the Pounding Heart de Roberto Minervini